# Mundo Gráfico
Mundo Gráfico (en français : « Monde graphique ») est un magazine hebdomadaire espagnol fondé à Madrid le 2 novembre 1911. La périodicité de sa diffusion changera plusieurs fois pour finalement cesser le 29 juin 1938. Fruit de la scission de Nuevo Mundo (1894-1913) à la mort de son fondateur José del Perojo, elle est dirigée par Mariano Zavala, Francisco Verdugo Landi et le photographe « Campúa » et compte sur de grandes plumes de l'époque, telles que Salvador Rueda, Juan Pérez Zúñiga (es), José Francés, Arturo Reyes (es) et Eduardo Gómez de Baquero (es).

## Histoire

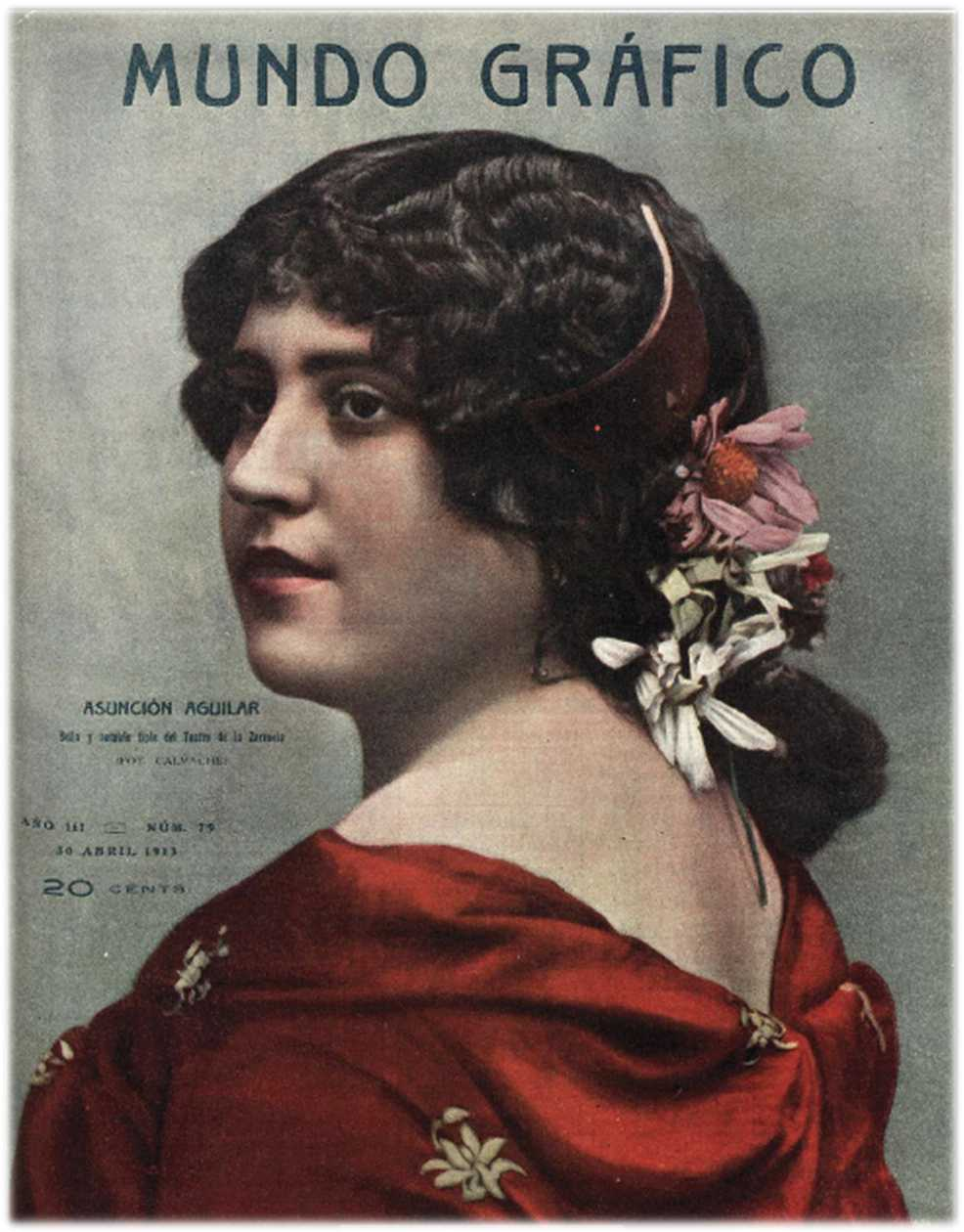
Couverture du Mundo Grafico du 30 avril 1913 avec la soprano Asunción Aguilar, alias María Ros, photographiée par Diego Calvache Gómez de Mercado.

### Fondation et diffusion
Fruit de la scission de Nuevo Mundo (1894-1913) à la mort de son fondateur José del Perojo (es), Mundo Gráfico est d'abord édité par Prensa Gráfica, S. A. en 1913 par Mariano Zavala (1865-1944), Francisco Verdugo Landi (1874-1959), les photographes José Demaría López et Isidoro Cámara (1876-1944) et le dramaturge Enrique Contreras y Camargo (es) (1872-1913). Zavala en est le directeur-gérant.
Le premier numéro est publié le 2 novembre 1911.
La ligne éditoriale est mentionnée plus tard par sa maison d'édition comme traitant de « divulgation historique. »
Par la suite, la maison d'édition est contrôlée par Papelera Española (es) de Nicolás María de Urgoiti (es), formant ainsi un trust avec d'autres revues et journaux de l'époque, dans une compétition féroce avec les publications de Prensa Española de Torcuato Luca de Tena.
Avec une mise en page occupée à 90% par la photographie, la revue est conçue pour être la plus populaire et économique du groupe éditorial (20 puis 30 centimes) et bénéficie ainsi de l'une des plus grandes diffusion du pays (entre 80 et 130 000 exemplaires).

### Localisation
Les ateliers du Mundo Gráfico étaient au no 7 de la rue San Roque de Madrid, tandis que la rédaction et l'administration étaient au no 39 de la calle Montera. Les souscriptions et petites annonces se sollicitaient au no 6 de la Puerta del Sol, à la librairie Librería San Martín. Son adresse télégraphique était « GRAFIMUN » et son téléphone le 1067.
Plus tard, les ateliers, la rédaction, l'administration ainsi que les ateliers de photogravure se regroupent au no 57 de la Calle Hermosilla.
La Librería San Martín était située dans le célèbre édifice du panneau « Tío Pepe (es) » de la Puerta del Sol. La maison d'édition San Martín l'évoque dans cet article :

« Cette maison d'édition qui existe depuis environ 150 ans reste fidèle à la divulgation historique, comme l'a fait notre traditionnelle Librería San Martín du no 6 de la Puerta del Sol, délogée et spoliée devant notaire en 1992 par la mairie de Madrid, pour protéger des intérêts spéculatifs. L'hôtel de ville refuse d'effectuer l'inventaire, promis devant le notaire, des fonds expropriés, et vend pour 1,3 million de pesetas des livres et des documents historiques estimés à 276. »

— Editorial San Martín

### Activité de la revue
Mundo Gráfico est fut dirigée par José Demaría López, dit « Campúa », qui est le photographe officiel de la Maison Royale. Il fut envoyé aux côtés du photographe Alfonso Sánchez García (1880-1953) à la campagne du Rif en 1909. Isidoro Cámara dirigeait les héliogravures et les photogravures de la publication ; il y consacre beaucoup d'espace au sujet de la Première Guerre mondiale (1914-1918), en utilisant les services des agences Hugelmann, Central News, Chusseay Flaviens, des envoyés spéciaux et de Manuel Barroso, correspondant à Londres.
La revue fut victime de la censure pendant la Dictature de Primo de Rivera (1923-1930) et ne publiait plus que 8 pages, à cause des restrictions de papier. Elle continua pendant les premières années de la Guerre civile espagnole sous la direction de Luis Linares et avec des photographies de « Campúa », qui est présent sur différents fronts.

### Collaborateurs
En plus des personnalités déjà citées, de nombreux photographes, écrivains, critiques et dramaturges ont collaboré au Mundo Gráfico,:
- José Alsina (1881-1944)
- Francisco Anaya Ruiz
- Baldomero Argente (es) (1877-1965)
- Adelardo F. Arias
- Salvador Canals Vilaró (es) (1867-1938)
- Emilio Carrere (es) (1881-1947)
- José María Carretero Novillo (es), « El Caballero Audaz » (1888-1951)
- Salomé Núñez Topete[7]
- Josefina Carabias (es)[N 3]
- Teresa de Escoriaza (es) (1893-1968)[9]
- Francisco Flores García (1845-1917)
- José Francés (1883-1964)
- Federico Gil Asensio (1876-1925)
- Eduardo Gómez de Baquero (es) (1866-1929)
- Anastasio Anselmo González y Fernández « Alejandro Miquis » (1890-?)
- Antonio Heras[10]
- Leopoldo López de Saá (es) (1870-1936)
- Ramón López-Montenegro (1877-1936)[11]
- Aurelio Matilla (1892-1942)
- Alejandro Merletti (1860-1843)
- José Montero Alonso (es) (1904-2000)
- Jaume Palmerola i Trulls (1868-1931)
- Pedro Pérez Fernández (es) (1885-1956)
- Rogelio Pérez Olivares (es) (1879-1963)
- Juan Pérez Zúñiga (es) (1860-1938)
- Pedro Prat Gaballí (1885-1962)
- Arturo Reyes (es) (1864-1913)
- Salvador Rueda (1857-1933)
- Ricardo García López (K-Hito (es))[12]

On peut ajouter à cette liste les noms de Luis Ramón Marín (« Marín »), Alejandro Merletti, Miguel Cortés, Videa, José María Díaz Casariego (es), Fernando López Beaubé, Antonio Prats, Pascual Rey, Diego Calvache, Serrano Quiles, Salazar, et l'illustrateur Manuel Bayo Marín (es).

## Édition

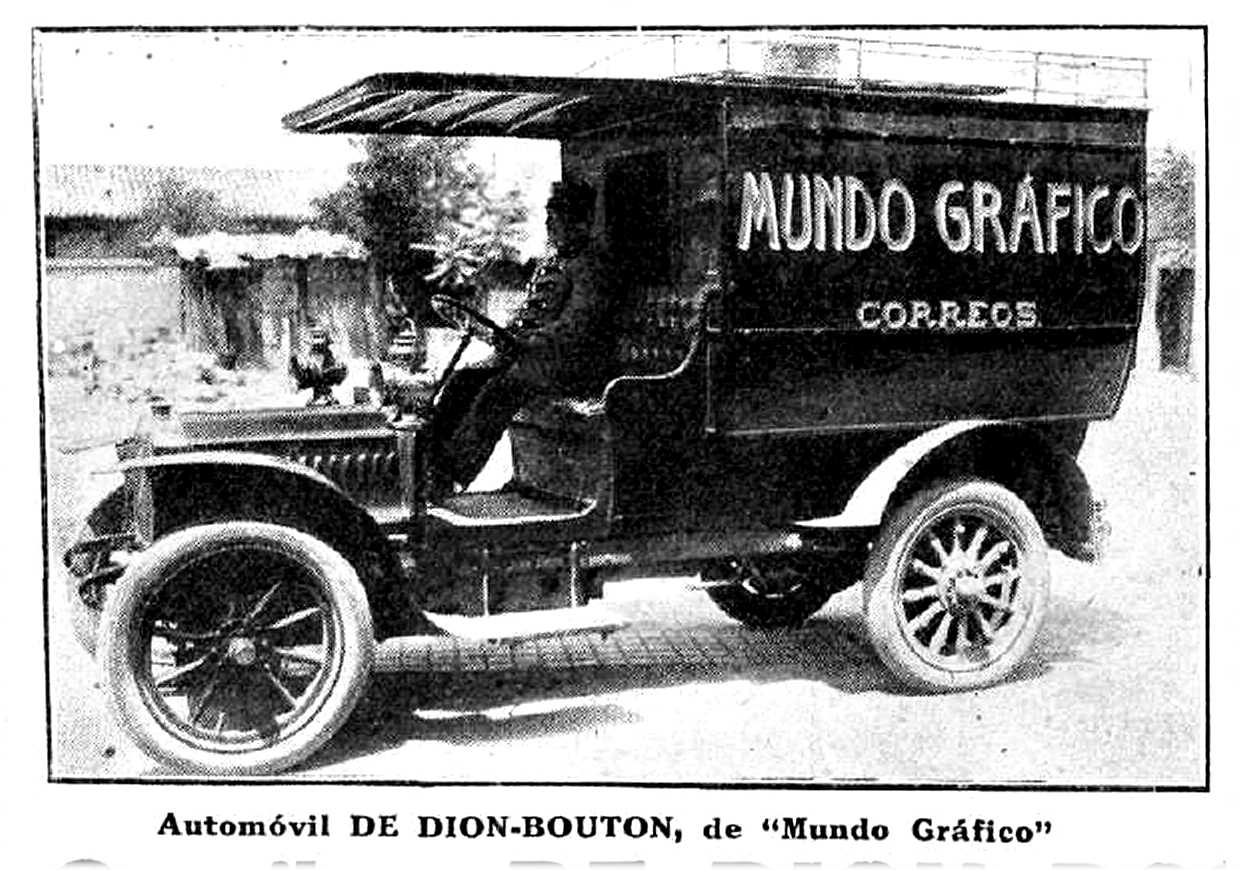
Une De Dion-Bouton de 1912 pour distribuer le Mundo Gráfico.

### Ligne éditoriale
Le magazine est dirigé à un public plus populaire que celui du groupe d'Urgoiti, avec une qualité d'édition et un prix inférieurs, mais avec une plus grande distribution (80 000 à 130 000 exemplaires).
De tirage hebdomadaire, Mundo Gráfico est publié le mercredi et est généralement composé d'entre 36 et 48 pages, dont la couverture est la plupart du temps en couleur. Elle montre une photographie de studio d'un acteur, torrero ou autre personnalité.
Son design graphique est moderne et très illustré : les photographies occupèrent selon les éditions jusqu'à 90 % des pages.
Les contenus sont variés et incluent des photographies, des caricatures, des vignettes humoristiques, des articles de mœurs, de voyage, d'art, de mode, de sport, de divulgation, de politique nationale et internationale, des critiques de spectacles, de théâtre et de tauromachie, des informations d'actualité et de faits divers, ainsi que de brèves narrations, des textes en vers, des charades, et réservent un grand espace à la publicité et aux annonces télégraphiques ou textuelles.
Le papier des couvertures est fabriqué avec de la pâte d'alfa et est produit par la Papelera Española (es). Chacun des exemplaires annonce vendre les clichés apparaissant dans la revue, et le magazine est doté de publicités françaises et anglaises.

### Diffusion nationale et internationale
Pour les diffusions française et anglaise, le journal s'achetait respectivement à l'Agence Havas, au no 8 de la Place de la Bourse (Paris) et au no 113 de la rue Cheapside à Londres.
Sur ces exemplaires, apparaissait l'annonce « VEND les clichés utilisés dans ce magazine. Se diriger à l'administration de MUNDO GRÁFICO, au no 57 de la rue Hermosilla. »
Les prix de subscription en 1912 étaient les suivants :
- Madrid et provinces : à l'an : 10 pesetas ; au semestre : 6 pesetas ;
- Étranger : à l'an : 15 francs ; au semestre : 8 francs